# Anfiteatro romano de Carmona
El Anfiteatro   de Carmona se encuentra ubicado en la ciudad de Carmona, provincia de Sevilla, Andalucía, España. Está datado en el siglo I a. C. En el año 1973, fue donado al estado por sus propietarios, los Condes de Rodezno. Está situado junto a la necrópolis y la vía Augusta, siendo catalogado como monumento en 1978. Las primeras excavaciones fueron realizadas por George Bonsor y J. Fernández López en 1885. 
Esta monumental construcción tiene sentido porque Carmona fue asentamiento habitual de grandes contingentes de tropas. Las luchas en el anfiteatro permitían mantener en forma a los soldados y les daban un motivo de entretenimiento. El edificio se asentaría en lo que hoy puede verse. Excavada en la roca aún subsiste la parte baja del graderío y los principales accesos  pero tendría un desarrollo mucho mayor. De forma que la imagen actual es una especie de vaciado en piedra de la parte baja del anfiteatro. Sobre la roca de alcor se desarrollaba un  imponente graderío con capacidad para unos 18.000 espectadores, que llegarían de toda la comarca para asistir a los espectáculos. Los materiales constructivos fueron reutilizados en otras construcciones una vez que el anfiteatro perdió su función.
Actualmente es posible apreciar las grandes dimensiones de la pista en la que se desarrollaban las luchas entre gladiadores o entre fieras o combinando ambos. En el suelo se aprecian  los canales por los que corrían las cuerdas que desplazaban las jaulas desde el lugar en el que se ocultaban hasta salir al exterior. También los agujeros en el suelo que se usaban para clavar los postes con los que se creaba una gran jaula para que lucharan las fieras. Se aprecian los cuartos para las armas de los luchadores y una estancia en la que se encomendaban a los dioses antes de saltar a la arena.
Solamente se conservan algunas partes, entre ellas la arena, la ima cavea y la media cavea. La arena con forma oval tenía unas dimensiones de 55 por 39 metros. Sus características son muy similares a las de los anfiteatros republicanos de la Campania, especialmente con respecto al anfiteatro de Pompeya, con el que comparte las peculiares huellas de la arena.